# 콤라트

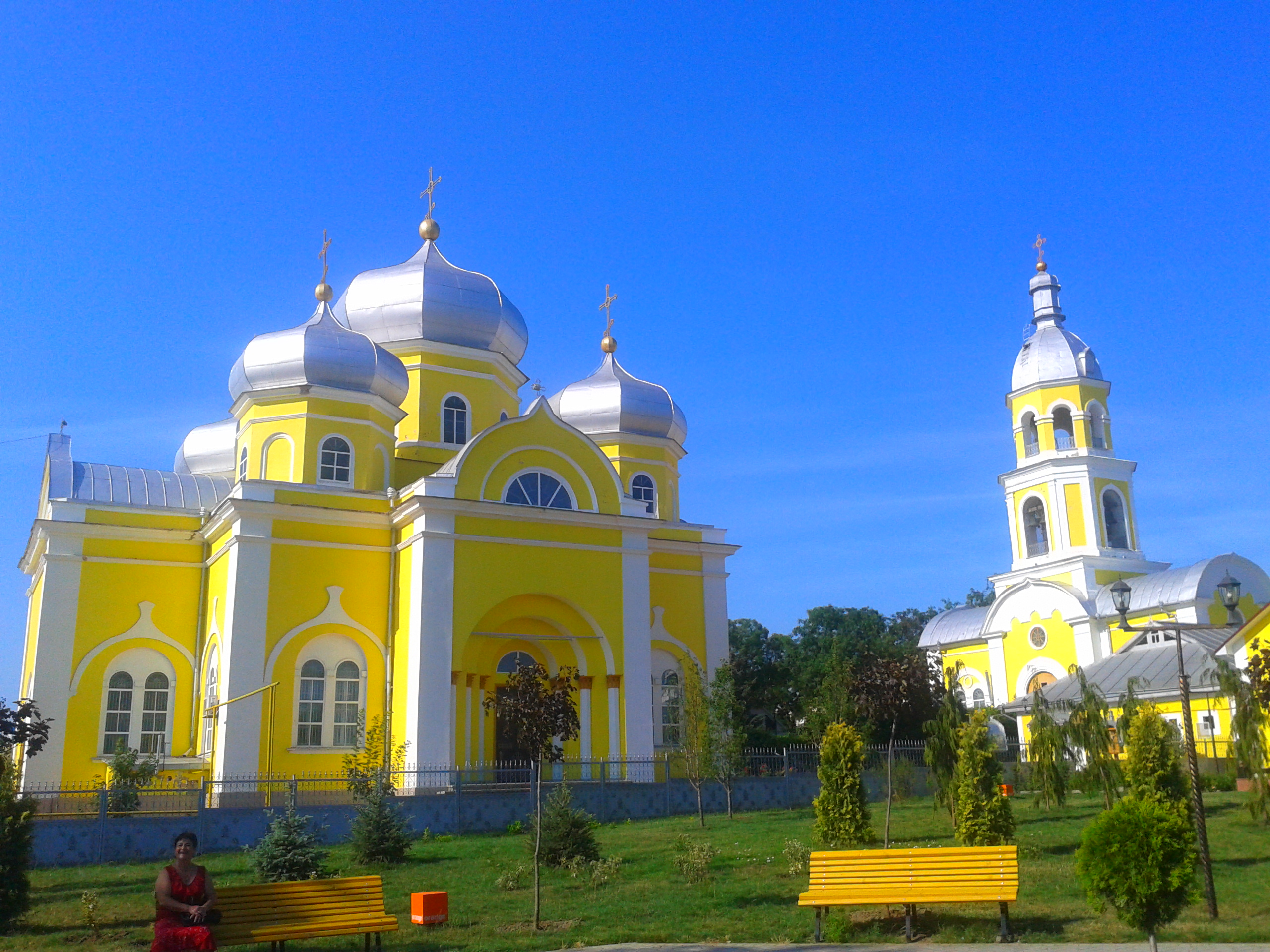
성 요한 대성당

콤라트(루마니아어: Комрат/Comrat, 러시아어: Комрат, 가가우스어: Комрат)는 몰도바의 도시 및 지방자치구이자, 가가우지아 자치 영토 구역의 수도이다. 가가우지아의 교통의 요지이자 정치·경제·과학·산업 중심도시로, 몰도바 남부, 부자크 중부에 위치해 있으며 이알푸그강을 끼고 있다. 2014년 기준으로 인구는 20,113명으로 대다수가 가가우즈인이었다. 도시 이름은 노가이어에서 유래되었다.

## 역사
도시의 설립연도는 1443년이라는 주장이 있는가 하면 1789년이라는 출처도 있다. 그렇지만 도시 규모는 1812년 러시아 제국이 몰다비아를 합병하고 1819년 불가리아인 및 여타 민족들을 다뉴브강 건너로 재정착시키기 전에는 주목할 것 없는 수준이었다.
1906년 콤라트 지역에서 반러시아 운동이 일어나고, 비록 독립국은 아니라도 자치공화국인 콤라트 공화국이 선포되었다. 제1차 세계 대전기가 지나간 후 루마니아 왕국에 편입되었으며 제2차 세계 대전기에는 소련에 잠시 점령되었다가 다시 루마니아의 차지가 되었다.
2차 대전이 저물고 몰도바 소비에트 사회주의 공화국의 일부가 되면서, 콤라트는 버터·포도주·몰도바 특산 융단 등을 생산하는 공업도시로 발달했다. 이후 몰도바가 독립하고 2002년 콤라트 주립 대학교가 설립된다.

## 인구
- 1989: 25,800
- 1991: 27,500
- 1996: 27,400
- 2004: 23,429
- 2006: 22,369

## 기후
대륙성 기후로, 겨울은 비교적 짧고 온난하며 여름은 덥고 길다. 기단은 서쪽의 대서양 기단이 우세하며, 강수량은 연간 350~370mm에 달한다.
| Comrat의 기후            | Comrat의 기후 | Comrat의 기후 | Comrat의 기후 | Comrat의 기후 | Comrat의 기후 | Comrat의 기후 | Comrat의 기후 | Comrat의 기후 | Comrat의 기후 | Comrat의 기후 | Comrat의 기후 | Comrat의 기후 | Comrat의 기후 |
| 월                       | 1월           | 2월           | 3월           | 4월           | 5월           | 6월           | 7월           | 8월           | 9월           | 10월          | 11월          | 12월          | 연간          |
| ------------------------ | ------------- | ------------- | ------------- | ------------- | ------------- | ------------- | ------------- | ------------- | ------------- | ------------- | ------------- | ------------- | ------------- |
| 일평균 최고 기온 °C (°F) | 0.7 (33.3)    | 2.2 (36.0)    | 7.6 (45.7)    | 15.8 (60.4)   | 21.8 (71.2)   | 25.2 (77.4)   | 27.1 (80.8)   | 26.9 (80.4)   | 22.7 (72.9)   | 16.0 (60.8)   | 8.6 (47.5)    | 3.4 (38.1)    | 14.8 (58.7)   |
| 일일 평균 기온 °C (°F)   | −2.5 (27.5)   | −1.0 (30.2)   | 3.6 (38.5)    | 10.7 (51.3)   | 16.4 (61.5)   | 19.8 (67.6)   | 21.5 (70.7)   | 21.1 (70.0)   | 16.9 (62.4)   | 10.9 (51.6)   | 5.0 (41.0)    | 0.4 (32.7)    | 10.2 (50.4)   |
| 일평균 최저 기온 °C (°F) | −5.7 (21.7)   | −4.1 (24.6)   | −0.3 (31.5)   | 5.6 (42.1)    | 11.1 (52.0)   | 14.5 (58.1)   | 16.0 (60.8)   | 15.3 (59.5)   | 11.2 (52.2)   | 5.9 (42.6)    | 1.5 (34.7)    | −2.5 (27.5)   | 5.7 (42.3)    |
| 평균 강수량 mm (인치)    | 31 (1.2)      | 35 (1.4)      | 30 (1.2)      | 39 (1.5)      | 51 (2.0)      | 71 (2.8)      | 60 (2.4)      | 44 (1.7)      | 44 (1.7)      | 26 (1.0)      | 34 (1.3)      | 35 (1.4)      | 500 (19.6)    |
| 출처: Climate-data.org   |               |               |               |               |               |               |               |               |               |               |               |               |               |